# Campomanesia dichotoma
Também conhecida como gabiroba-roxa é uma espécie de planta da América do Sul que ocorre deis do Ceará ao Rio de Janeiro, no litoral brasileiro. Seus frutos são consumidos por humanos in natura e em doces e sorvetes.

## Sinônimos
Lista de sinônimos segundo o Reflora:
- Basiônimo Britoa dichotoma O.Berg
- Heterotípico Britoa psidioides O.Berg
- Heterotípico Britoa triflora O.Berg
- Heterotípico Campomanesia psidioides (O.Berg) Nied.
- Heterotípico Campomanesia triflora (O.Berg) Baill.
- Heterotípico Eugenia triflora Willd. ex O.Berg

## Morfologia e Distribuição
Árvore perenifólia, dotada de copa densa e alongada, de 5-15 m de altura, de tronco canelado e descamante, de cor parda, de 25-35 cm de diâmetro, nativa deis do Ceará até o Rio de Janeiro, da Mata Pluvial Atlântica de restinga e costa litorânea. Folhas simples, pecioladas, de lâmina cartácea, lisa, marcada pela nervura impressa na face superior e esparso-puberulenta na inferior, de 2,5-9,5 cm de comprimento, com pecíolo puberulento. Flores brancas, reunidas de 3-15 dicásios axilares e terminais. Frutos globosos, quase lisos, roxos, do tipo baga, dispostos sobre pedúnculo de 2-4,5 cm, contendo polpa clara, suculenta e doce-acidulada.